# Swimming Upstream
Pour plus de détails, voir Fiche technique et Distribution.
Swimming Upstream est un film australien réalisé par Russell Mulcahy, sorti en 2003. Il s'agit d'un film biographique de nageur australien Tony Fingleton (en), médaillé d'argent aux jeux de l'Empire britannique et du Commonwealth de 1962.

## Synopsis
Au milieu des années 1950, Tony Fingleton vit à Brisbane avec sa famille : ses parents Harold et Dora Fingleton et ses quatre frères et sœurs. La vie est dure pour lui, entre un père violent et alcoolique et une mère dépressive. Les enfants Fingleton trouvent alors refuge dans la natation. Tony et son frère John se découvrent être de bons nageurs. Au début des années 1960, Tony participe à de grandes compétitions comme les jeux de l'Empire britannique et du Commonwealth de 1962.

## Fiche technique
Sauf indication contraire, les informations mentionnées dans cette section peuvent être confirmées par la base de données cinématographiques IMDb,  présente dans la section « Liens externes ».
- Titre original et français : Swimming Upstream
- Réalisation : Russell Mulcahy
- Scénario : Tony Fingleton, d'après l'autobiographie Swimming Upstream de Tony Fingleton et Diane Fingleton
- Direction artistique : Laurie Faen
- Décors : Roger Ford
- Costumes : Angus Strathie
- Photographie : Martin McGrath
- Montage : Marcus D'Arcy
- Musique : Reinhold Heil et Johnny Klimek
- Production : Howard Baldwin, Karen Elise Baldwin et Paul Pompian

Producteurs délégués : Tony Fingleton, William J. Immerman et Andrew Mason
- Sociétés de production : Crusader Entertainment, Pacific Film & Television Commission, Baldwin Entertainment Group et Upstream Productions Pty. Ltd.
- Sociétés de distribution : Hoyts Distribution (Australie), Bodega Films (France)
- Budget : n/a
- Pays d'origine :  Australie
- Langue originale : anglais
- Format : couleur et noir et blanc - 1.85:1
- Genre : drame biographique
- Durée : 114 minutes
- Dates de sortie[1] :
  -  Australie : 27 février 2003
  -  France : 28 septembre 2005

## Distribution
- Jesse Spencer : Tony Fingleton (en)
- Geoffrey Rush : Harold Fingleton
- Judy Davis : Dora Fingleton
- Brittany Byrnes : Diane Fingleton
- Deborah Kennedy : Billie
- Mark Hembrow : Tommy
- Tim Draxl : Ronald Fingleton
- Craig Horner : Ronald Fingleton
- Mitchell Dellevergin : Tony
- Thomas Davidson : John
- Kain O'Keefe : Harold
- Robert Quinn : Ronald
- Keeara Byrnes : Diane
- Murray Rose : le reporteur
- Des Drury : Mack
- Melissa Thomas : Dawn Fraser
- Remi Broadway : Murray Rose
- Dawn Fraser : l'entraîneuse de Dawn Fraser
- Andrew Booth : Bruce Humphrey
- Brett Bullock : Gary Humphrey

## Production
Le tournage a lieu dans plusieurs États australiens : le Queensland (Brisbane et son quartier Fortitude Valley, Spring Hill), l'Australie-Occidentale (Perth) et en Nouvelle-Galles du Sud (Sydney et sa piscine olympique).

## Accueil
Sur l'agrégateur américain Rotten Tomatoes, Swimming Upstream récolte 61 % d'opinions favorables pour 38 critiques et une note moyenne de 5,7⁄10. Sur Metacritic, il obtient une note moyenne de 58⁄100 pour 14 critiques.
Le frère de Tony Fingleton, John, est très critique par rapport à des évènements relatés dans le film et publiera en 2011 un livre à propos de ses parents, Surviving Maggie,.